# Leopold Schwarzschild
Leopold Schwarzschild (* 8. Dezember 1891 in Frankfurt am Main; † 2. Oktober 1950 in Santa Margherita Ligure, Italien) war ein deutscher Publizist und Soziologe.

## Leben

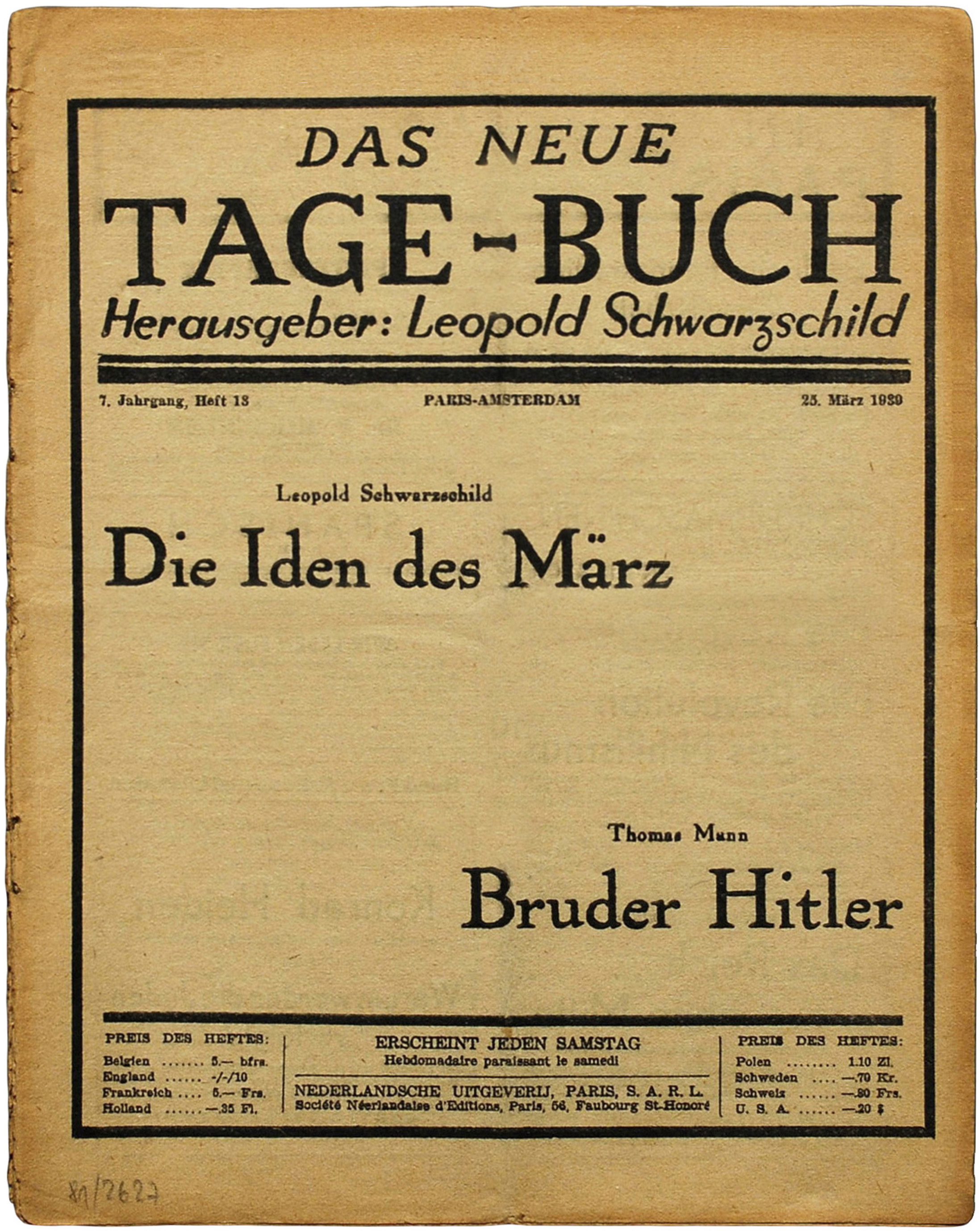
Ausgabe der von Schwarzschild herausgegebenen Exilzeitschrift Das Neue Tage-Buch vom 25. März 1939.

Er war Sohn einer alten Frankfurter jüdisch-orthodoxen Gelehrten- und Kaufmannsfamilie und studierte nach einer Handelslehre Geschichte und Volkswirtschaft. Nach dem Ersten Weltkrieg, an dem er als Soldat teilnahm, studierte er zudem Soziologie, zeitweilig bei Franz Oppenheimer in Frankfurt am Main.
Nach ersten journalistischen Berufserfahrungen beim Frankfurter Generalanzeiger ging Schwarzschild nach Berlin und publizierte ab 1922 zusammen mit dem aus Wien stammendem Publizisten Stefan Großmann die von diesem 1922 gegründete Zeitschrift Das Tage-Buch, das aus linksliberaler Sicht kritisch die Entwicklung der Weimarer Republik beleuchtete. Das Tagebuch war ein inhaltlich „hochwertiges Medienprodukt“. Fritz Raddatz hebt hervor, dass die „grünen Hefte sich wie eine grandiose Geschichte der Weimarer Republik lesen.“ 1923 gründeten Schwarzschild und Großmann die Wochenzeitung M. M. – Der Montag Morgen. Nach einer schweren Erkrankung Großmanns wurde Schwarzschild 1928 alleiniger Herausgeber des Tage-Buches und bis 1931 von Der Montag Morgen, den er in der Weltwirtschaftskrise verkaufen musste. Schwarzschild war Wirtschaftsjournalist.
Kurz nach der Machtergreifung der Nationalsozialisten flüchtete Schwarzschild im Mai 1933 von Berlin zunächst nach Wien, dann nach Paris, wo er ab Juli 1933 als Nachfolgepublikation im Exil Das Neue Tage-Buch herausgab. In Deutschland wurden alle seine Schriften verboten, und am 25. August 1933 stand sein Name auf der ersten Ausbürgerungsliste des Deutschen Reichs. Dadurch verlor Schwarzschild die Staatsangehörigkeit. Zusätzlich wurde sein zurückgelassenes Vermögen von Deutschland widerrechtlich konfisziert. Im Lutetia-Kreis (1935–1936) wirkte Schwarzschild am Versuch mit, eine „Volksfront“ gegen die nationalsozialistische Diktatur zu schaffen. Er unterzeichnete im Dezember 1936 den „Aufruf an das deutsche Volk“. Im Juli 1937 gründete er aus Protest gegen die stalintreue Linie der Volksfront gemeinsam mit Bernard von Brentano, Alfred Döblin, Konrad Heiden, Rudolf Lang, Hans Sahl u. a. den Bund Freie Presse und Literatur, der sich explizit gegen jede totalitäre Bevormundung von Schriftstellern (sowohl von faschistischer als auch von stalinistischer Seite) richtete. Im Sommer 1940 emigrierte er nach New York und arbeitete als Schriftsteller und Journalist.
Schwarzschild kehrte 1949 nach Deutschland zurück. Im Herbst 1950 starb er auf einer Urlaubsreise in Italien, es wird Suizid vermutet.

## Politische Auseinandersetzung im Exil
Während seines Exils in Paris versuchte der Schutzverband deutscher Schriftsteller im Ausland (SDS), ihn als Agenten Goebbels’ zu denunzieren. Grund dafür war seine kritische Auseinandersetzung mit den Moskauer Prozessen. Er hatte eine Reihe von Artikeln dazu veröffentlicht. Hans Sahl als Mitglied des Vorstandes des SDS weigerte sich, den Beschluss des Verbandes zu unterzeichnen, und verhinderte so die Liquidierung Schwarzschilds. Nach diesen Vorgängen wurde 1937 der Bund Freie Presse und Literatur gegründet.

## Bedeutung für die Soziologie
Laut Sven Papcke gehört Schwarzschilds sozialwissenschaftlich gut untermauerte Forderung, möglichst schnell das Ende der Illusionen (so auch der Titel des bekanntesten Schwarzschild-Buches aus dem Jahr 1934) herbeizuführen, zu den „wichtigsten Deutungen des Aufstiegs, der Herrschaft und der allfälligen Verkennung des Nationalsozialismus, die das Exil vorgelegt hat“. In seinem Werk Ende der Illusionen hatte Schwarzschild verbreitete zeitgenössische Fehlurteile über die Friedensschlüsse nach 1919, die vielen Wirtschaftskrisen, die Konfliktvermeidung (Völkerbund/Abrüstung) und die Profitgier präsentiert und analysiert. Gleichzeitig erläuterte er die soziale Funktion solcher „Derivationen“ (Vilfredo Pareto) als scheinbar rationale Motive des Handelns.
Resigniert stellte Schwarzschild in der Emigration fest, dass auch die deutschen Flüchtlinge weiter ihre jeweiligen Ideologien und Illusionen pflegten und zu keiner gemeinsamen Argumentation fähig waren.

## Schriften (Auswahl)
- Das Ende der Illusionen, Querido Verlag, Amsterdam 1934
- Primer Of The Coming World, Knopf, New York 1944
- Von Krieg zu Krieg, Querido Verlag, Amsterdam 1947
- The Red Prussian. The Life and Legend of Karl Marx, Scribner, New York 1947
  - Der rote Preuße. Leben und Legende von Karl Marx, Stuttgart 1954
- Chronik eines Untergangs: Deutschland 1924–1939. Die Beiträge Leopold Schwarzschilds in den Zeitschriften „Das Tage-Buch“ und „Das Neue Tage-Buch“,  hrsg. v. Andreas Wesemann, Czernin Verlag, Wien 2005, ISBN 3-7076-0156-0